# سعيد إبراهيم عباسي
سعيد العباسي هو مؤذن المسجد الأقصى الشريف الموجود في مدينة القدس بفلسطين.

## حياته
وُلد سعيد إبراهيم العباسي في السادس من يوليو (تموز) عام 1954 في مدينة إربد بالمملكة الأردنية لعائلة فلسطينية من القدس، ثم عاد مع عائلته وهو في عمر التسع سنوات للعيش ببلدة سلوان في مدينة القدس قبل حرب عام 1967، وكان يقرأ القرآن في الإذاعة المدرسية حتى أنهى دراسته المتوسطة في مدرسة الأيتام الصناعية، وفي عام 1971 التحق بالدراسة في المعهد العربي الكويتي في بلدة أبوديس بالقدس، واستمر في الدراسة بالمعهد حتى عام 1973، غير أنه لم يتمكن من الحصول على الشهادة الثانوية والتخرج من المعهد. تعلم سعيد العباسي تجويد القرآن في المسجد الأقصى عام 1978، ثم التحق بالعمل في وزارة الأوقاف الإسلامية في فلسطين عام 1986 مؤذّناً بمسجد سلوان، ثم انتقل للعمل بالمسجد العمري الصغير في حارة النصارى بالقدس، ثم إلى مسجد ابو بكر الصديق الموجود بمنطقة سوق خان الزيت داخل السور القديم في البلدة القديمة قبل أن ينتقل بعد ذلك للعمل مؤذنا بالمسجد الأقصى، كما قرأ سعيد العباسي القرآن في إذاعة القدس، والإذاعة الأردنية.